# Bembidion vividum
Bembidion vividum är en skalbaggsart som beskrevs av Thomas Casey. Bembidion vividum ingår i släktet Bembidion och familjen jordlöpare. Inga underarter finns listade i Catalogue of Life.